# カミング・イン・フォー・ザ・キル
『カミング・イン・フォー・ザ・キル』（Coming in for the Kill）は、イギリスのポップデュオ、クライミー・フィッシャーのセカンド・アルバム。1989年発売。アメリカの多くのスタジオで録音を行い、アメリカ市場を意識したが前作以上の成功を収めることができず、翌1990年に解散、本作がラスト・アルバムとなった。
2009年にデジタルリマスターされ、ボーナス・トラックが追加されたデラックス版として再発。

## 収録曲
特筆ない限りサイモン・クライミー、ロブ・フィッシャー、デニス・モーガンによる作曲
1. ファクツ・オブ・ラヴ - "Facts of Love" - 3:43
2. ファイアー・オン・ジ・オーシャン - "Fire on the Ocean" - 4:17
3. イッツ・ノット・サポーズド・トゥ・ビー・ザット・ウェイ - "It's Not Supposed to Be That Way" - 3:48
4. 夜を抱きしめて - "Hold on Through the Night" - 3:53
5. 君をさがしに - "Buried Treasure" - 4:33
6. パワー・オブ・ザ・ドリーム・ワールド - "Power of the Dream World" - 5:14
7. ザ・ベスト・パート・オブ・リヴィング - "The Best Part of Living" - 3:51
8. カミング・イン・フォー・ザ・キル - "Coming in for the Kill" （クライミー、フィッシャー、ラモント・ドージア） - 4:13
9. ドント・メス・アラウンド - "Don't Mess Around" - 3:35
10. いつも君のそばに - "You Keep Me Coming Back for More" - 4:08
11. メモリーズ（愛は帰らない） - "Memories (If I Could Relive Your Love)" - 5:57
12. 愛は河の流れ - "Love Like a River" - 4:22 ※日本版のみボーナス・トラック

### 2009年デラックス版
1. "Facts of Love" - 3:43
2. "Fire on the Ocean" - 4:17
3. "It's Not Supposed to Be That Way" - 3:48
4. "Hold on Through the Night" - 3:53
5. "Buried Treasure" - 4:33
6. "Power of the Dreamworld" - 5:14
7. "The Best Part of Living" - 3:51
8. "Coming in for the Kill" -  4:13
9. "Don't Mess Around" - 3:35
10. "You Keep Me Coming Back for More" - 4:08
11. "Cold Light of Day" (Climie/Fisher) - 3:43
12. "Gypsy" (Climie/Fisher) - 3:50
13. "Memories (If I Could Relive Your Love)" - 5:58
14. "Godsend" - 4:07
15. "You're Not Alone in This World" - 3:57
16. "Rhythm of the World" (Climie/Fisher) - 4:22
17. "The Way It Should Be" (Climie/Fisher) - 6:30

## 参加ミュージシャン
- サイモン・クライミー - ボーカル
- ロブ・フィッシャー - キーボード、ベースギター、プログラミング

### その他ミュージシャン
- スティーヴ・カーン、J.J.ベル、チェスター・カーメン、エディ・マルティネス、ニール・テイラー - ギター
- ネイザン・イースト - ベース
- スティーヴ・フェローン、リッチー・レイ・スティーヴンス - ドラムス
- レニー・カストロ - パーカッション
- キャロル・スティール - パーカッション
- ジミー・ブラロワー - プログラミング